# الجماليات والأخلاق (كتاب)
الجماليات والأخلاق هو كتاب صدر عام 2007 من تأليف إليزابيث شيلكينز، حيث تقدم المؤلفة فيه عرضاً لأهم الأفكار والنقاشات في تقاطع فلسفة الجمال وفلسفة الأخلاق.

## الروابط الخارجية
- كتاب الجماليات والأخلاق